# Leung Chun-ying
Leung Chun-ying idioma chino: 梁振英 (Hong Kong, 12 de agosto de 1954) también conocido como CY Leung, es un empresario y político chino, jefe ejecutivo de Hong Kong entre 2012 y 2017. En marzo de 2017, fue nombrado vicepresidente del Conferencia Consultiva Política del Pueblo Chino.
Agrimensor de profesión, Leung entró en política cuando se unió al Comité Consultivo de la Ley Básica de Hong Kong (HKBLCC) en 1985 y se convirtió en su secretario general en 1988. En 1999, fue nombrado coordinador del Consejo Ejecutivo de Hong Kong, cargo que ocupó hasta 2011, cuando renunció para presentarse a las elecciones al Jefe Ejecutivo de 2012. Inicialmente considerado como el perdedor, Leung llevó a cabo una exitosa campaña contra el favorito Henry Tang, recibiendo 689 votos del Comité Electoral y con el apoyo de la Oficina de Enlace en Hong Kong.
Al comienzo de su administración, Leung se enfrentó a las protestas contra la Educación Moral y Nacional y las protestas de la Hong Kong Television Network. En 2014, el gobierno de Leung se enfrentó a una desobediencia civil generalizada contra las propuestas de reforma constitucional del gobierno; el movimiento ganó la atención mundial como la "Revolución de los Paraguas". Después de las protestas de 2014, el gobierno de Leung tuvo que lidiar con los disturbios civiles de Mong Kok de 2016. Durante su campaña electoral y su gobierno, Leung también enfrentó acusaciones relacionadas con su recepción de un pago de HK $ 50 millones por parte de UGL (ver acuerdo Leung Chun-ying-UGL),lo que provocó investigaciones iniciales por parte del Parlamento en Australia. El mandato de Leung coincidió con el aumento de la inestabilidad social, el localismo en Hong Kongy un movimiento de independencia para la separación de Hong Kong de la soberanía china. En diciembre de 2016, Leung anunció que no buscaría un segundo mandato, convirtiéndose en el primer jefe ejecutivo en no hacerlo.

## Primeros años y educación
Leung nació en el Hospital Queen Mary, el hospital universitario de la Universidad de Hong Kong en Pok Fu Lam, Hong Kong, el 12 de agosto de 1954, hijo de Leung Zung-Jan y Kong Sau-Zi de origen Shandong. Su padre era un oficial de policía de Hong Kong que había apostado en la Casa de Gobierno.
Leung ganó una beca para estudiar en el King's College,donde fue compañero de clase del futuro activista democrático Lau San-ching. Después de graduarse, asistió al Universidad Politécnica de Hong Kong. En 1974, Leung emprendió estudios adicionales en la valoración y la gerencia de la finca en el politécnico de Bristol y se graduó en 1977 primero en su clase.

## Carrera empresarial
Leung regresó a Hong Kong después de convertirse en un agrimensor colegiado y se unió a la compañía de bienes raíces Jones Lang Wootton, donde trabajó durante cinco años. A la edad de 30 años, fue nombrado vicepresidente de la sucursal de JLW en Hong Kong, y se informó que ganaba un salario anual de HK $10 millones.